# Afrochthonius godfreyi
Afrochthonius godfreyi är en spindeldjursart som först beskrevs av Edvard Ellingsen 1912.  Afrochthonius godfreyi ingår i släktet Afrochthonius och familjen käkklokrypare. Inga underarter finns listade i Catalogue of Life.